# Daniels Model A
Der Daniels Model A ist ein Personenkraftwagen. Hersteller war die Daniels Motor Company. 

## Beschreibung
Das Fahrzeug wurde von 1916 bis 1918 produziert. Es war eines der ersten mit serienmäßigem V8-Motor und gehörte zur Oberklasse. 
Der Achtzylindermotor mit 90 Zylinderwinkel kam von Herschell-Spillman. Er hatte 3,25 Zoll (82,55 mm) Bohrung, 5 Zoll (127 mm) Hub und 5438 cm³ Hubraum. Er leistete 71 PS. Außerdem sind SV-Ventilsteuerung und Wasserkühlung angegeben. Das Getriebe hatte drei Gänge.
Das Fahrgestell hatte 127 Zoll (3226 mm) Radstand. Zur Wahl standen Tourenwagen, Landaulet, zwei verschiedene Limousinen und Roadster.
Daniels stellte im ersten Jahr 300 Fahrzeuge her, im zweiten 200 und im letzten 300. In der Summe sind das 800 Fahrzeuge. Allerdings gibt eine Quelle an, dass es von 1917 bis 1918 gleichzeitig den Daniels Model B gab.
Nachfolger wurde 1919 der Daniels Model C mit einem eigenen Motor.

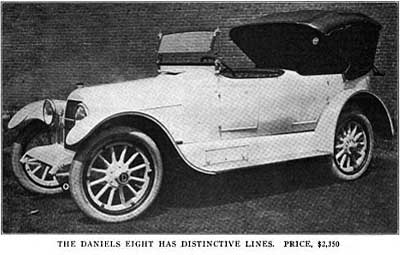
Tourenwagen
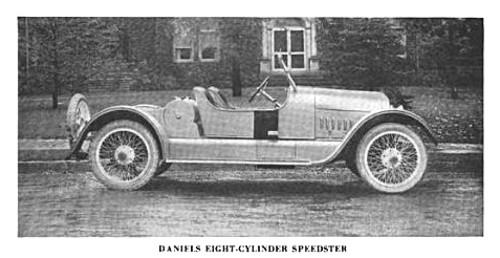
Roadster
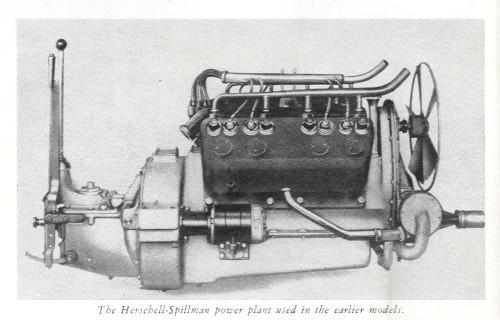
Der V8-Motor